# Elección presidencial de El Salvador de 1962
La elección presidencial de El Salvador de 1962 fue el día domingo 29 de abril de 1962. Julio Adalberto Rivera del PCN era el único candidato y fue elegido con el 100% de los votos.

## Proceso de elecciones
Tras la disolución de la Junta de Gobierno se crearía el Directorio Cívico Militar que le daría el poder al Coronel Julio Adalberto Rivera, No se convocaron más candidatos por temor a represiones, además tampoco se contó con observación internacional. Al principio Rivera competiría con el recién fundado Partido Demócrata Cristiano, pero debido a que no pudo obtener la oportunidad de postularse a candidato decidió fundar su propio partido el cual se nombraría Partido de Conciliación Nacional, este partido político que años más tarde, se apoderaría de la historia política de El Salvador transcurriendo a la tercera generación de los gobiernos militares hasta 1979, o llamado periodo de conciliación, el partido de conciliación nacional, su simbología se basa en un apreton de manos que simbolizaría la política estadounidense de Alianza Para el Progreso, un programa de gobierno para el desarrollo por parte del presidente John F. Kennedy.

## Gobierno de Julio Rivera
Durante su gobierno los precios y la exportación del café se mantuvieron estables, Rivera crearía obras importantes para el país, como la construcción de represas, carreteras y se crearía instituciones para la modernización del estado, Rivera también estimuló la productividad del agro, principalmente en los subsectores como el algodón y el ganado bovino; se propició la integración económica y comercial de Centroamérica; y se inició el proceso de industrialización, dando estímulos fiscales a la exportación y a las industrias nacionales, también impulsaría en la Asamblea Legislativa una de las reformas legales más profundas en el sistema político salvadoreño, que consistió en una Ley Electoral que abrió espacios políticos a los partidos de oposición mediante la representación proporcional en la Asamblea Legislativa. Ese Gobierno llevó a cabo también una reforma social caracterizada por programas de alfabetización y atención médica, labores de acción cívica con la fuerza armada, reparto de alimentos y ropa, y construcción de canchas deportivas.
También, trabajó arduamente con John F. Kennedy en el marco del programa Alianza para el Progreso, una política estadounidense que apoyaría en la lucha contra la ideología comunista, sin embargo, entre sus aspectos negativos está la creación de la Organización Democrática Nacionalista (ORDEN), un escuadrón de la muerte que usaría con fines para la persecución de opositores y campesinos.